# Joey Chan
Pour les articles homonymes, voir Chan.
Joey Chan Ho-ling, (chinois : 陳浩鈴 ; pinyin : Chén Hàolíng), née le 20 mai 1988 à Hong Kong, est une joueuse professionnelle de squash représentant Hong Kong. Elle atteint en mai 2012 la 16e place mondiale sur le circuit international, son meilleur classement. Elle prend sa retraite sportive en juin 2020.

## Biographie
Elle rejoint le circuit professionnel en 2003 et progresse rapidement dans le classement. Elle rentre dans le top 100 en 2006 et son premier titre arrive en 2010. Elle intègre le top 20 en 2011 quand elle remporte l'Open de Macao et elle bat la tête de série no 1 et ancienne championne du monde Rachael Grinham l'année suivante.
Aux jeux mondiaux de 2017, elle provoque une énorme surprise en éliminant Nicol David en demi-finale, première défaite depuis 2002 et 22 matchs consécutifs victorieux lors des Jeux mondiaux et première défaite depuis 15 ans face à une autre joueuse asiatique.

## Palmarès

### Titres
- Open de Macao : 2011
- Open de Chine : 2010
- Championnats de Hong Kong : 3 titres (2010, 2013, 2014)[5]
- Championnats d'Asie par équipes : 2 titres (2010, 2018)